# Norman Birkett

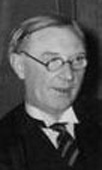
Norman Birkett

William Norman Birkett, 1. Baron Birkett (Ulverston, Lancashire, 6 september 1883 - 10 februari 1962) was een Britse rechter.
In 1913 werd Birkett advocaat en hij specialiseerde zich al gauw tot strafpleiter. Hij zat korte tijd in de politiek en was een liberaal.
Na de Tweede Wereldoorlog werd hij in 1945 benoemd tot plaatsvervangend rechter voor Sir Geoffrey Lawrence namens Groot-Brittannië bij de Processen van Neurenberg.
Norman Birkett overleed op 10 februari 1962 op 78-jarige leeftijd.